# مقاومت دارویی

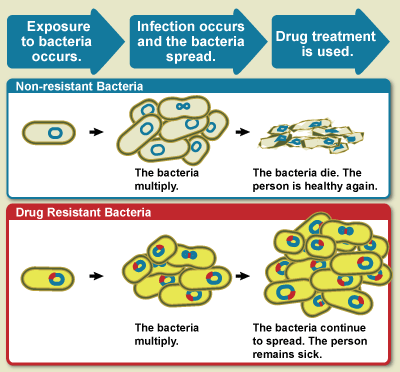
مقاومت دارویی

مقاومت دارویی عبارتست از کاهش اثر یک دارو در درمان یک بیماری یا بهبود پایداری یک سیمپتوم. مقاومت دارویی در مورد انواع گوناگون بیمارگرها (پاتوژن‌ها) شامل باکتری‌ها، انگل‌ها، ویروس‌ها، قارچ‌ها و سلول‌های سرطانی اتفاق می‌افتد. هنگامی که پاتوژن به بیش از یک ترکیب مقاوم گردد، این پدیده «مقاومت چند دارویی» نام می‌گیرد.
مقاومت باکتری‌ها به آنتی بیوتیک‌ها یکی از بزرگترین چالش‌هایی است که سلامت انسان عصر مدرن را تهدید می‌کند.